# Preromantyzm
Preromantyzm – zespół zjawisk w kulturze i literaturze rozwijający się od połowy XVIII w. i zapowiadający nadejście romantycznego przełomu w kulturze europejskiej. 
Należały do nich:
- sentymentalizm, eksponujący rolę uczuć,
- powieść gotycka, intrygująca opisami zdarzeń niezrozumiałych i przerażających,
- historycyzm (przede wszystkim do średniowiecza), a więc do czasów sprzed panowania "cywilizacji rozumu".

Przedstawiciele preromantyzmu krytykowali oświeceniowy racjonalizm i klasycyzm, odrzucając jednocześnie sztywne reguły twórczości na rzecz oryginalności, odwoływali się przede wszystkim do uczuć, natchnienia, indywidualnej zdolności twórczej i wyobraźni. 
Preromantyzm przyniósł wzrost zainteresowania twórczością ludową, tradycjami lokalnymi, narodowymi, jak również średniowieczem.